# Alattyán
Alattyán (hongrois : Alattyán [ˈɒlɒcːaːn]) est une localité hongroise située dans le comitat de Jász-Nagykun-Szolnok.
Cette ville est le berceau de la famille Sárközy dont l'ancien Président de la République française Nicolas Sarkozy est le descendant.

## Nom et attributs
Son nom provient d'un anthroponyme turc (Alîp-Tîɣan), qui signifie « faucon héroïque ». Étymologiquement, son préfixe est lié aux toponymes hongrois Alap et Alpár, tandis que son suffixe est apparenté au mot commun turul, désignant l'oiseau mythologique hongrois.

## Site et localisation

### Topographie et hydrographie
Le village est situé sur la rive gauche de la rivière Zagyva, au nord du chef-lieu de département, Szolnok, et à 104 kilomètres de la capitale hongroise Budapest.

## Histoire
La première mention écrite d'Alattyán remonte à 1212, dans le Registre de Várad, où elle apparaît sous le nom d'Olaptiuã.
À la fin du XIVe siècle, la localité appartenait à la famille Kun, avant de passer aux Chyrke. Des fouilles archéologiques ont révélé un cimetière datant de l'époque des Avars sur son territoire. Au XVe siècle, une colonie coumane était établie dans le secteur appelé Kolbászszék-dűlő.
En 1536, la localité fut ravagée par les Ottomans, mais parvint à survivre à cette période. Cependant, les guerres de libération qui suivirent causèrent d'importants dégâts à Alattyán.
Vers 1700, un propriétaire foncier, le prieur prémontré de Jánoshida, fit venir des colons moraves dans la région.
En 1876, en vertu de la loi n° 33, la commune fut rattachée au comitat de Jász-Nagykun-Szolnok, intégrant ainsi la région historique de la Jászság.
Sa population était de 1610 habitants en 1851, 2067 en 1891, 2423 en 1910, 1929 en 1990, et 2060 en 2001.

## Population

### Minorités culturelles et religieuses
En 2001, la population d'Alattyán était composée à 87 % de Hongrois et à 13 % de Roms selon les déclarations des habitants.
Lors du recensement de 2011, 91,6 % des habitants se sont identifiés comme Hongrois, 14,6 % comme Roms et 0,4 % comme Roumains, tandis que 8,4 % n’ont pas souhaité répondre. En raison des identités multiples, le total des pourcentages peut dépasser 100 %. Concernant l’appartenance religieuse, 67,1 % étaient catholiques romains, 2 % réformés, 0,4 % catholiques grecs, 11,4 % sans confession, et 18,4 % n’ont pas répondu.
En 2022, 89 % des habitants se sont déclarés Hongrois, 10,6 % Roms, 0,7 % Ukrainiens, 0,2 % Roumains, 0,1 % Polonais, et 1,6 % d’une autre nationalité non hongroise, tandis que 10,9 % n’ont pas répondu. Concernant la religion, 43,5 % étaient catholiques romains, 2,6 % réformés, 0,2 % catholiques grecs, 0,1 % luthériens, 0,8 % d’autres confessions chrétiennes et 0,6 % d’autres catholiques. 8 % se déclaraient sans religion, tandis que 43,7 % n’ont pas souhaité répondre.

## Équipements

### Vie culturelle
Plusieurs événements majeurs se déroulent à Alattyán. Le festival régional Zsír on the Feszt, combinant sport, musique et divertissement, attire chaque année plusieurs milliers de participants depuis 2009. L’un de ses moments forts est la ZSÍROS KENYÉR FOCI KUPA, un tournoi de football amateur. Parmi les concerts marquants, on compte Majka & Curtis en 2018, Parno Graszt en 2019, ainsi que Wellhello et Kowalsky meg a Vega en 2022.
Depuis 2017, Alattyán accueille également le Scream Running – La Peur à son Apogée, la seule course d’horreur organisée en Hongrie.
La commune est aussi connue pour avoir servi de décor au clip musical de Tollfelvásárló, qui a atteint la finale de X-Faktor, lui apportant une renommée nationale.
Enfin, c'est à Alattyán qu'a eu lieu la première édition du Jász Kolbásztöltő Fesztivál, qui est devenu le plus grand événement gastronomique de la Jászság. Depuis 2019, il se déroule à Jászberény, mais son organisation reste assurée par l'association Zsíros Egyesület, basée à Alattyán.

## Économie
Les habitants d'Alattyán vivent principalement de la production agricole. L'entreprise la plus importante de la commune est SEI Interconnect Products Kft, qui exploite une usine employant 130 personnes.

## Patrimoine urbain
L'église Saint-Michel, construite en 1773, est un édifice classé monument historique. La commune abrite également plusieurs statues religieuses, dont une statue de la Sainte Trinité datant du début du XXe siècle, une statue de Saint Jean Népomucène érigée en 1914, ainsi que deux statues de la Vierge et six croix de pierre. Plusieurs monuments aux héros des guerres mondiales sont également présents.
La maison natale de Gecse Árpád, artiste peintre décédé en 1999, conserve son héritage artistique, comprenant des peintures à l’huile, des dessins, des sculptures en plâtre, des médaillons et des retables, ainsi que divers objets personnels et documents.
Le cimetière juif, transformé en parc commémoratif depuis 1999, témoigne du passé multiculturel de la commune.

## Personnalités liées à la localité
Le peintre Árpád Gecse est né à Alattyán.

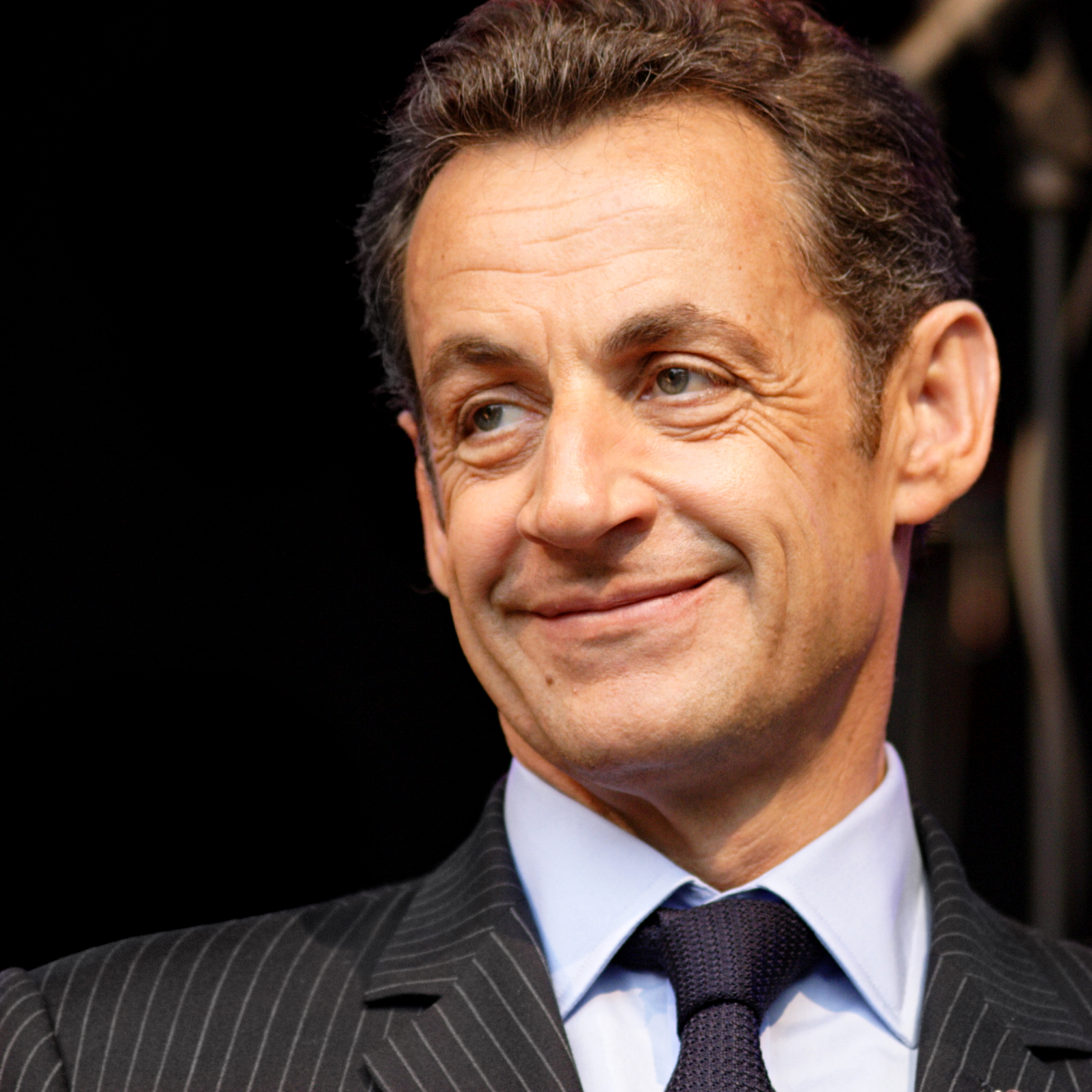
L'ancien président français Nicolas Sarkozy.

Les grands-parents de Nicolas Sarkozy, ancien président de la République française, possédaient un domaine dans la localité. Sa grand-mère, Katinka Csáfordi Tóth, exploitait une propriété de 200 hectares, héritée de son oncle Lajos Tóth-Maár, tandis que son grand-père travaillait dans l’administration à Szolnok.
István Tukacs, maître cuisinier et résident d'Alattyán, est double lauréat du titre de chef du domaine Kinizsi et quadruple grand maître royal de la gastronomie.
Le violoniste Kevin Zsolt Burai, surnommé kisprímás, est originaire de la commune.
L'actrice Teréz Csombor est également née à Alattyán.
Le photographe et vidéaste international Tamás Józsa, récompensé par plusieurs distinctions, a notamment réalisé la photo de mariage de l'année en Hongrie en 2019.